# Emilio Morollón
Emilio Morollón Estébanez (Madrid, 23 luglio 1937 – Valladolid, 17 febbraio 1992) è stato un calciatore spagnolo.

## Carriera
In attività giocava come attaccante. Vinse la classifica marcatori di Segunda División nel 1959.

## Palmarès

### Club

#### Competizioni nazionali
- Campionato spagnolo: 1

Real Madrid: 1964-1965
- Segunda División: 1

Real Madrid: 1958-1959